# La paura dietro la porta
La paura dietro la porta (Au-delà de la peur) è un film del 1975 diretto da Yannick Andréi.

## Trama
Reneé Guilloux è un bandito ricercato dalla polizia perché autore di numerose rapine alle banche. Nascosto in un albergo, mette insieme una banda e pianifica l'ennesima rapina. Per un equivoco, anziché ricevere un bandito-specialista, si ritrova davanti Claude Balard, un agente immobiliare, il quale messo al corrente dei piani, viene sequestrato.
Balard fugge, ma Guilloux e la sua banda, in possesso dei suoi documenti, si recano a casa sua e prendono in ostaggio la moglie, il figlio e la suocera. Quest'ultima viene uccisa perché mette al corrente della situazione il Balard via telefono, e Guilloux minaccia il medesimo che farà lo stesso con la moglie e il figlio se avviserà la polizia. Balard, angosciato dalla situazione si mette in perenne contatto telefonico con loro e non avvisa la polizia. Tuttavia, quando si reca dal cognato Francesco Grimaldi, questi viene messo al corrente del sequestro, ma diversamente da Balard si reca dalla polizia e gli racconta tutta la vicenda.
Seguendo le istruzioni del questore e dell'ispettore, Balard riesce a far credere a Guilloux che non è in contatto con la polizia. Nel frattempo, gli uomini della sua banda vengono uccisi da quelli del socio Raoul Georgeaud, e successivamente Guilloux si reca con i due ostaggi in un appartamento in un paesino vicino. La polizia accorre nel luogo, circonda l'intera zona e intima al bandito di arrendersi, ma questi minaccia di uccidere i suoi ostaggi se non gli daranno una macchina con cui fuggire.
La polizia cede alle sue richieste, e nel luogo arriva anche Balard, il quale si avvicina alla macchina con cui Guilloux deve fuggire con sua moglie e suo figlio, e viene ferito con un colpo di pistola dal bandito, a sua volta ucciso dall'intervento delle guardie dispiegate nella zona.